# Muinkmeersen

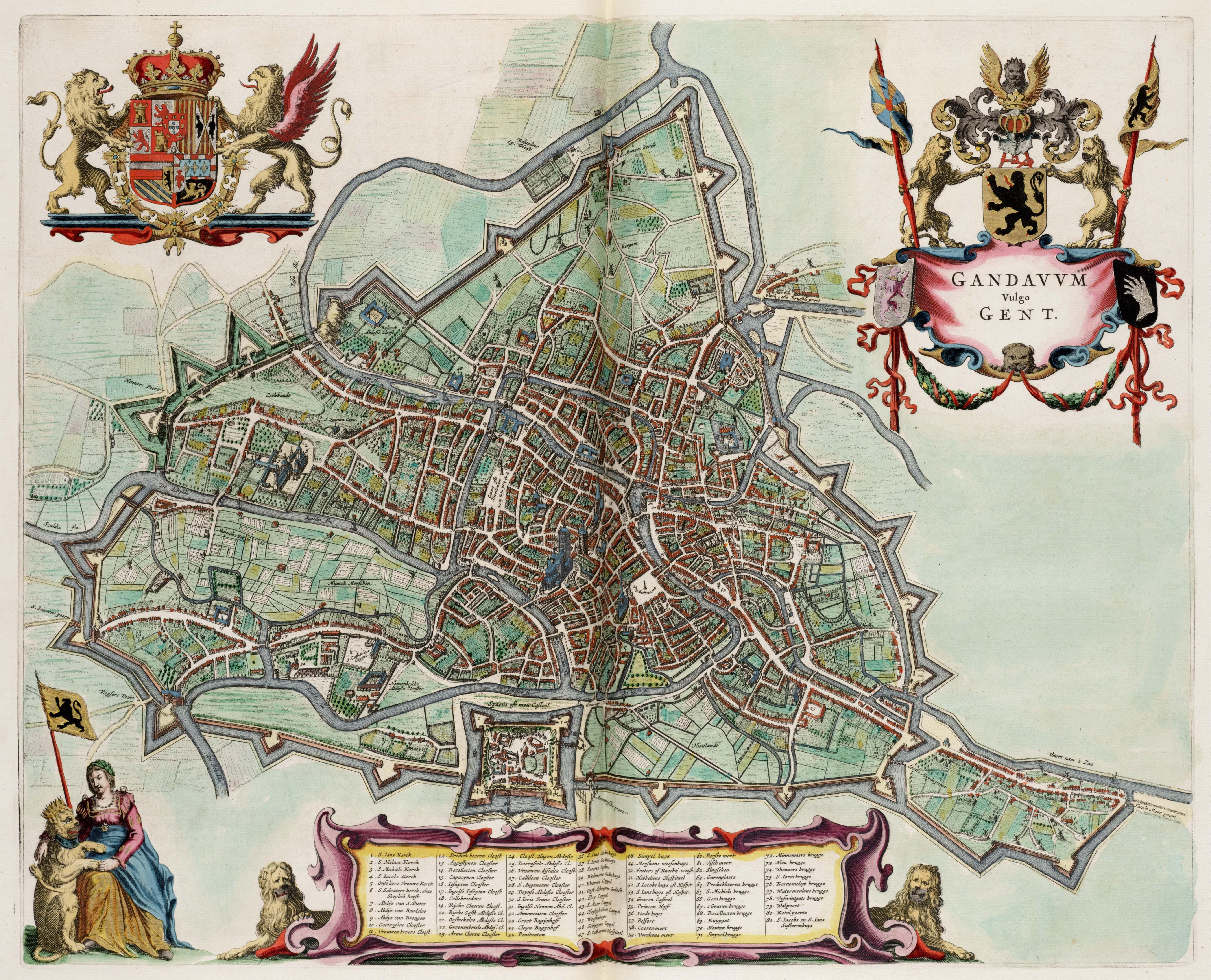
Gent, 17de eeuw. Het groene gebied links binnen de omwallingen tussen Muinkschelde en Oude Schelde zijn de Muinkmeersen, aangeduid als Munck Merſen

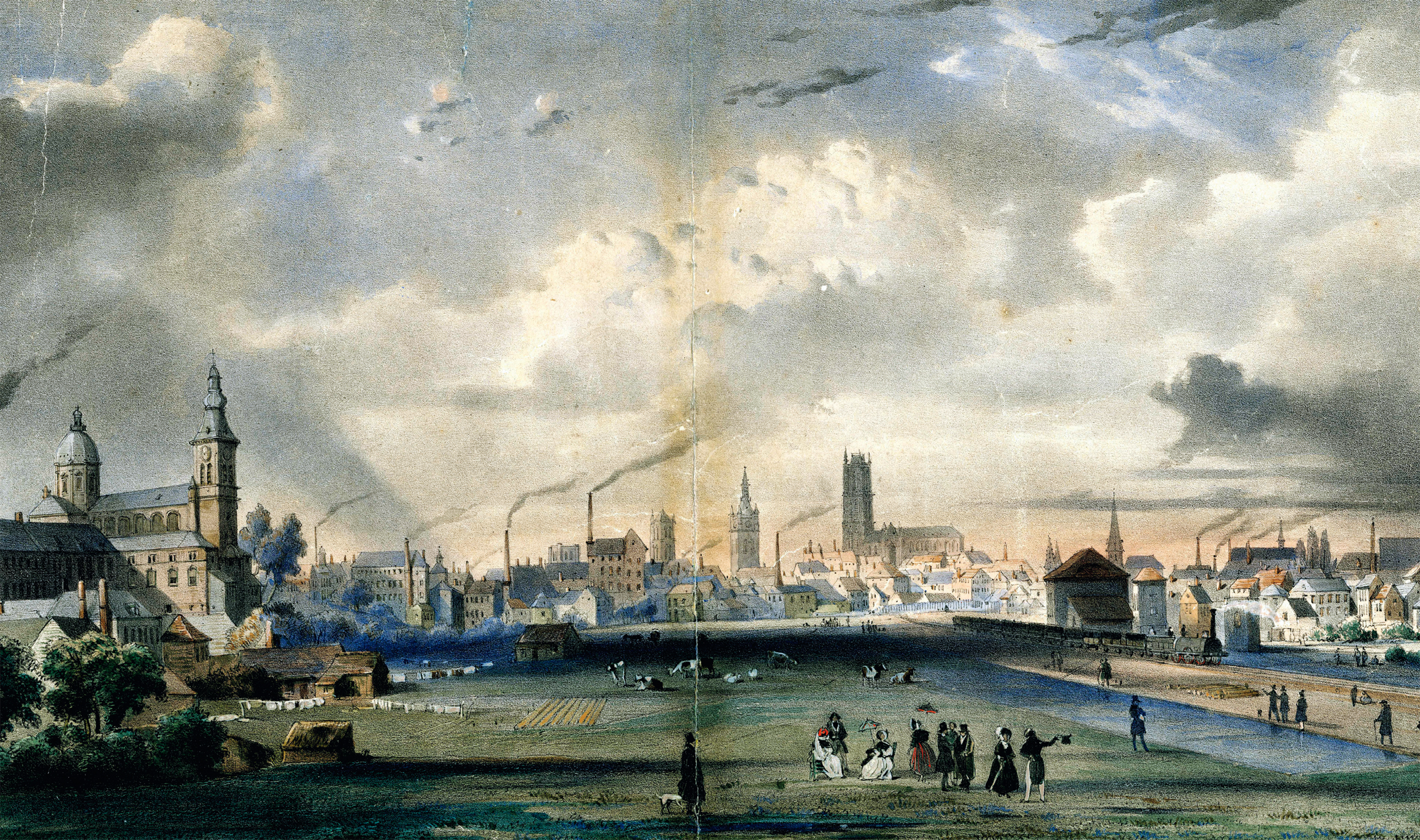
Muikmeersen halverwege 19de eeuw, met rechts het Zuidstation, links de Sint-Pietersabdij

De Muinkmeersen was een meersengebied in de Belgische stad Gent. Het bleef eeuwenlang een open, onbebouwd gebied rond de Schelde binnen de stadsomwallingen, maar raakte in de 19de eeuw ook bebouwd. De Muinkmeersen lagen in het nu bebouwde gebied ten oosten van de Opperschelde, waar ook het Zuidpark ligt.

## Geschiedenis
In de middeleeuwen lag de Sint-Pietersabdij op de Blandijnberg ten zuiden van de Gentse stadsomwallingen. Ten oosten van deze heuvel en de abdij loopt de Schelde vanuit zuidelijk richting naar het stadscentrum. Rond deze, toen kronkelende, Schelde bevond zich een vlak, moerassig weidegebied. De weides waren eigendom van de abdij.
In de middeleeuwen ontstond de Muinkschelde (muink of monnik) of Opperschelde, een recht gekanaliseerd stuk van de Schelde naar de Ketelvest toe. De oorspronkelijke Oude Schelde iets oostelijker bleef nog eeuwenlang door de meersen lopen. In de 13de en 14de eeuw werd de stadsomwallingen uitgebreid. In zuidelijke richting reikten deze nu tot onder meer de Heuvelpoort en Sint-Lievenspoort, zodat ook de Muinkmeersen binnen die omwallingen kwamen te liggen. Toch bleef het gebied lang een open meersengebied in de stad. Ten westen lag de Muinkschelde met aan de overkant de Sint-Pietersabdij en het Sint-Pietersdorp, ten oosten lag een stuk stad met het Begijnhof Ter Hoye aan de Benedenschelde. 
De meersen bleven eigendom van de abdij, tot op het eind van het ancien régime de abdijbezittingen werd in beslag genomen. De volgende eeuw zou de vlakte helemaal van uitzicht veranderen. Halverwege de 19e eeuw werd in de Muinkmeersen het eerste grote station van de stad gebouwd, het station Gent-Zuid. De spoorlijn kwam vanuit zuidelijke richting de stad binnen en liep door de Muinkmeersen naar het station. In een vrij stuk werd in de jaren 1850 ook de dierentuin van Gent opgericht. Andere stukken open land werden geleidelijk aan verkaveld en werden bebouwd. Ook de Oude Schelde zou nu gedempt worden.
In het zuidwesten van de vroegere Muinkmeersen bevond zich nog een oude, arme wijk rond de Oude Molenaarstraat. Deze wijk werd gesaneerd en de wijk en straat verdwenen begin 20e eeuw. De dierentuin verdween in 1905 en ook grote stukken van deze terreinen werden de volgende jaren verkaveld. Een tijd later verloor ook het station zijn functie na de opening van het nieuwe station Gent-Sint-Pieters in 1912 en begin jaren 30 werd het stationsgebouw afgebroken. De sporen verdwenen en op de vrijgekomen ruimte werd het Koning Albertpark of Zuidpark aangelegd. Later kwam op de plaats van het vroegere station een administratief centrum, later stadsbibliotheek, en later ook een gebouw voor de stedelijk administratie. In 1972 werd het zuiden van het Zuidpark het eindpunt van een tak van de autosnelweg E3, nu de B401. In de buurt verscheen aan het begin van de 21e eeuw de stadsbibliotheek De Krook.